# Washington, Quận Eau Claire, Wisconsin
Washington là một thị trấn thuộc quận Eau Claire, tiểu bang Wisconsin, Hoa Kỳ. Năm 2010, dân số của thị trấn này là 6.844 người.